# Ente Nazionale per la Prevenzione degli Infortuni
L'Ente Nazionale per la Prevenzione degli Infortuni (ENPI), fondato nel 1932 a partire dall'esperienza di alcuni precedenti associazioni industriali per la prevenzione prevenzione degli infortuni sul lavoro come l'AIPI e l'Associazione Nazionale Prevenzione Infortuni (ANPI), trasformato nel 1936 in ente parastatale, riconosciuto come Ente Nazionale di Propaganda per la Prevenzione degli Infortuni nel 1938  assunse la denominazione di Ente Nazionale per la Prevenzione degli Infortuni (ENPI) nel 1952 . Scopo dell'ente era "promuovere la prevenzione degli infortuni sul lavoro e delle malattie professionali, nonchè l'igiene del lavoro" attraverso un’opera di sensibilizzazione, consulenza e propaganda contro gli infortuni. L'ente gestiva, congiuntamente con l'INAIL un centro di studi in materia con sede a Firenze .
L'ente fu soppresso nel 1978  e le relative competenze furono assegnate alle USL.